# Nordstromia simillima
Nordstromia simillima är en fjärilsart som beskrevs av Moore 1888. Nordstromia simillima ingår i släktet Nordstromia och familjen sikelvingar. Inga underarter finns listade i Catalogue of Life.